# António Aresta Branco
António Luciano Aresta Branco (Amareleja, Moura, 25 de Março de 1862 - Lisboa, 14 de Outubro de 1952) foi um médico e político Português.

## Biografia
Nasceu na freguesia de Amareleja, no concelho de Moura, em 1862, numa família de recursos modestos. Ainda durante a juventude mudou-se para Beja, onde trabalhou numa farmácia. Aos 22 anos iniciou os seus estudos, tendo concluído primeiro o curso do liceu em três anos, e depois matriculou-se na Escola Politécnica e na Escola de Medicina de Lisboa, tendo-se formado em Julho de 1894, com uma tese sobre tuberculose vertebral. Durante este período dedicou-se igualmente ao jornalismo, tendo colaborado no jornal republicano académico A Pátria, em conjunto com Brito Camacho e Higino de Sousa.
Após o final dos estudos voltou a Beja, onde foi o principal responsável pela organização do Partido Republicano no Distrito de Beja, Nas eleições de 1906 e 1910 candidatou-se como deputado republicano, pelo círculo de Beja, tendo sido eleito para a Câmara dos Deputados pelos distritos de Beja e Lisboa. Após a Revolução de 5 de Outubro de 1910, tornou-se Governador Civil do Distrito de Beja. Durante o seu mandato, desenvolveu e reforçou a presença republicana na região, tendo neste sentido escolhido administradores de concelho e alterado as vereações dos concelhos, embora a preferência por pessoas mais próximas de si tenha provocado críticas por parte de outras divisões republicanas. Também ganhou relevo pela forma como combateu contra os movimentos grevistas que se seguiram à instauração da república, tendo por exemplo intervido pessoalmente durante uma greve na estação de Beja, em Janeiro de 1911, liderando um grupo de republicanos que assaltaram a estação e prenderam os grevistas, que só foram libertados em 23 de Julho. Em 28 de Maio de 1911 foi eleito para deputado pelo círculo de Faro, tendo tomado posse em finais de Junho. Em 26 de Fevereiro de 1912 foi um dos responsáveis pela fundação do Partido Unionista, e depois foi membro do Partido Liberal. Em 17 de Novembro de 1918 foi presidente da Câmara dos Deputados, posição que manteve durante três legislaturas. Entre 11 de Dezembro de 1917 e 7 de Março de 1918 foi Ministro da Marinha.
Também teve uma carreira destacada como médico, tendo exercido como cirurgião.
Por volta de 1942 mudou-se de Beja para Lisboa, de forma a acompanhar os estudos das suas duas netas. Faleceu em 14 de Outubro de 1952, na sua residência em Lisboa, no número 10 da Rua Basílio Teles. Estava casado com Maria Ana da Fonseca Aresta Branco, e era pai de Luciano António Aresta Branco, e avô de Maria José Vilaça Aresta Branco, António e Luciano Cansado Aresta Branco, e Jorge Cansado Aresta Branco.